# Lipa (rejon łucki)
Lipa (ukr. Липа) – wieś na Ukrainie, w obwodzie wołyńskim, w rejonie łuckim, w hromadzie Beresteczko. W 2001 liczyła 354 mieszkańców.
W okresie międzywojennym wieś znajdowała się w granicach II RP, wchodząc w skład gminy Beresteczko w powiecie horochowskim, w województwie wołyńskim.
Do 2020 w rejonie horochowskim. 